# Кулаков, Пётр Афанасьевич
Пётр Афана́сьевич Кулако́в (16 июня 1923 года — 24 января 1994 года) — командир орудия 598-го артиллерийского полка 174-й стрелковой дивизии 31-й армии 3-го Белорусского фронта, сержант. Герой Советского Союза (1945).

## Биография
Пётр Афанасьевич Кулаков родился (16 июня 1923 года в деревне Покровка Уфимского района Башкирии в семье рабочего.
Русский. Член ВКП(б)/КПСС с 1943 года. Образование среднее. Работал на заводе в городе Уфе.
В Красную Армию призван в марте 1941 года Благовещенским райвоенкоматом Башкирской АССР. Участник Великой Отечественной войны с июня 1941 года.
Воевал на Западном, Сталинградском, 3-м Белорусском фронтах.
Сержант Кулаков П. А. отличился в боях в Белорусской операции 6 июня 1944 года в районе деревни Волма Смолевичского района Минской области Белоруссии.
После войны старший сержант Кулаков П. А. был демобилизован (1946). В 1949 году Пётр Афанасьевич окончил совпартшколу при ЦК Компартии Латвии. Был на советской и хозяйственной работе.
Возвратившись в Уфу, работал старшим машинистом газомоторных компрессоров на Уфимском нефтеперерабатывающем заводе имени XXII съезда КПСС.
Умер 24 января 1994 года. Похоронен в Уфе на Южном кладбище.

## Подвиг
«Командир орудия 598-го артиллерийского полка (174-я стрелковая дивизия, 31-я армия, 3-й Белорусский фронт) сержант Кулаков П. А. в ходе Белорусской операции 6 июля 1944 года в районе деревни Волма Смолевичского района Минской области Белоруссии вместе с расчётом, отражая контратаки противника, нанёс ему значительный урон в живой силе и боевой технике, и удержал занимаемый рубеж до подхода подкрепления. 20 июля 1944 года в Гродненском районе Гродненской области Белоруссии на левом берегу реки Неман артиллерийский расчёт Петра Кулаков отразил контратаку пяти вражеских танков, и три из них подбил. В том же бою артиллеристы сержанта Кулакова уничтожили также три орудия врага и около сотни гитлеровцев».
Указом Президиума Верховного Совета СССР от 24 марта 1945 года за образцовое выполнение заданий командования и проявленные мужество и героизм в боях с немецко-фашистскими захватчиками сержанту Кулакову Петру Афанасьевичу присвоено звание Героя Советского Союза с вручением ордена Ленина и медали «Золотая Звезда» (№ 6200).

## Награды
- Медаль «Золотая Звезда» Героя Советского Союза (24.03.1945)[3];
- орден Ленина (24.03.1945);
- орден Красного Знамени (11.03.1945)[4];
- орден Отечественной войны 1-й степени (06.04.1985)[5];
- медаль «За отвагу» (02.11.1943)[6];
- медаль «За оборону Сталинграда»;
- медали.